# Efecte Kaye

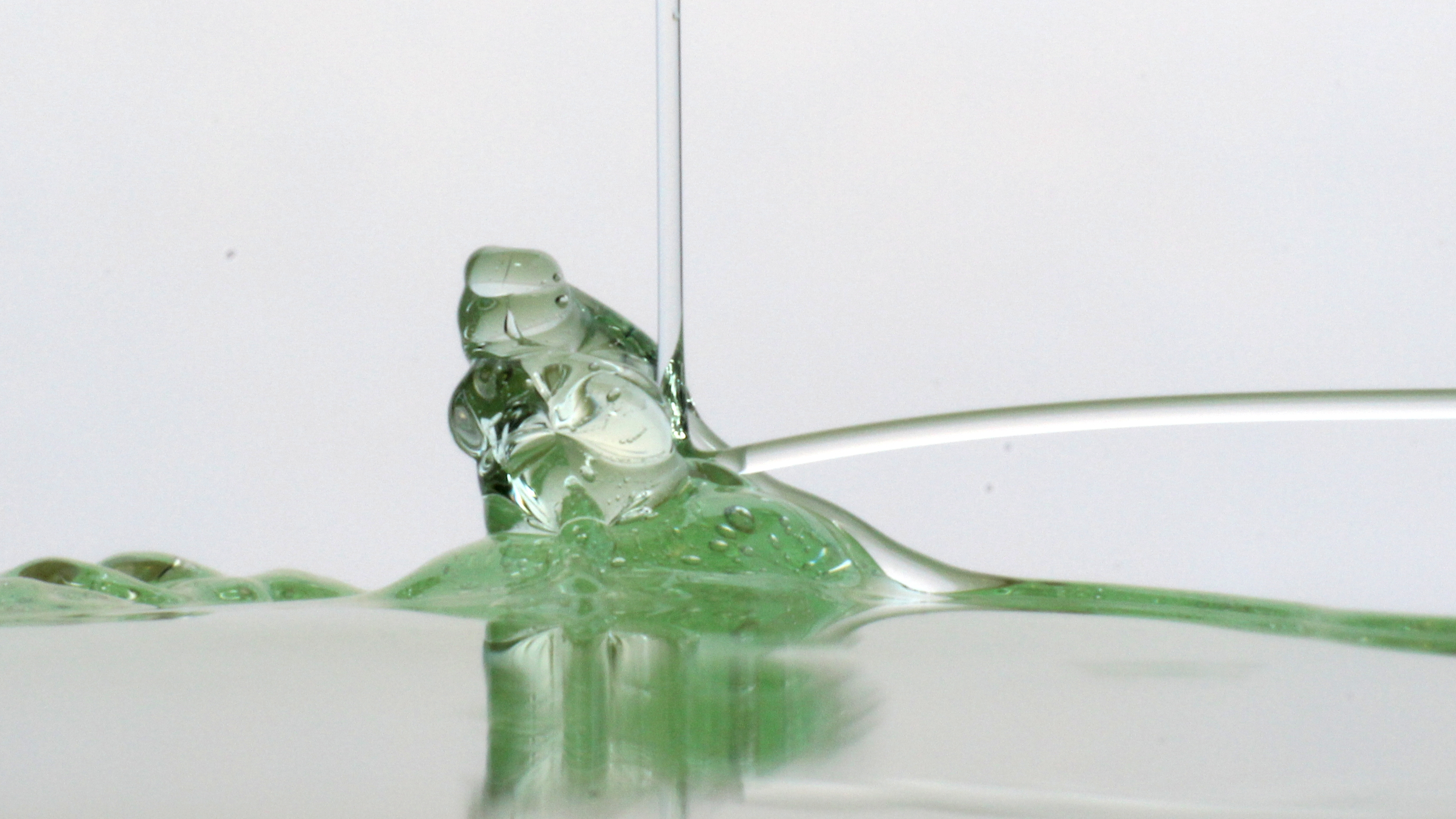
Un corrent caient de xampú mostra l'efecte Kaye.

L'efecte Kaye és una propietat de líquids complexos que va ser descrita per primer cop per l'enginyer britànic Alan Kaye el 1963.
Mentre abocava una mescla viscosa d'un líquid orgànic sobre una superfície, la superfície va brollar de sobte un raig de líquid que es fusionava amb el descedent.
Des d'aleshores, s'ha descobert que aquest fenomen és comú en tots els líquids que s'aprimen per cisalla (líquids que reduïxen el diàmetre del doll de caiguda lliure sota tensió tallant). Els líquids domèstics habituals amb aquesta propietat són sabons de mà líquids, xampús i pintura antigoteig. L'efecte sol passar desapercebut, però, perquè rarament dura més d'uns 300 mil·lisegons. L'efecte es pot sostenir abocant el líquid sobre una superfície inclinada, impedint que el raig sortint no intersecti cap a baix (que tendeix a acabar amb l'efecte).
Es creu que es produeix quan el corrent descendent "rellisca" de la pila que està formant, i a causa d'una fina capa de líquid fluïdificat per cisalla que actua com a lubricant, no es combina amb la pila. Quan el corrent que rellisca caiguent arribi a caure sobre una zona fluïdificada de la massa de gel, per diferència de densitat, el raig que cau surt rebotat del muntó més viscós. Si les condicions són escaients el raig surt disparat com si hagués caigut sobre un tobogan. Llavors es parla d'efecte Kaye.